# ۳۲ (عدد)
۳۲ به حروف سی و دو یک عدد طبیعی است که بعد از ۳۱ و قبل از ۳۳ قرار دارد.
```
اعداد طبیعی
```